# Folketingsvalget 1947
Folketingsvalget den 28. oktober 1947.
John Christmas Møller og W. Reuter stillede op udenfor partierne, hvilket forklarer det høje stemmetal. Ingen af de to blev valgt. Fra Færøerne blev indvalgt to mandater mod før éet. Grønland fik først mandater i Folketinget - to styk - ved valget i september 1953 efter grundlovsændringen.
| Liste | Partier                      | Partiformand             | Stemmer                                  | Pct. af stemmetal                        | Mandater                                 | +/-                                      |                                          |
| ----- | ---------------------------- | ------------------------ | ---------------------------------------- | ---------------------------------------- | ---------------------------------------- | ---------------------------------------- | ---------------------------------------- |
| A     | Socialdemokratiet            | Hans Hedtoft             | 834.089                                  | 40,0%                                    | 57                                       | +9                                       |                                          |
| D     | Venstre                      | Knud Kristensen          | 574.895                                  | 27,6%                                    | 49                                       | +11                                      |                                          |
| C     | Det Konservative Folkeparti  | Ole Bjørn Kraft          | 259.324                                  | 12,4%                                    | 17                                       | -9                                       |                                          |
| B     | Det Radikale Venstre         | Jørgen Jørgensen         | 144.206                                  | 6,9%                                     | 10                                       | -1                                       |                                          |
| K     | Danmarks Kommunistiske Parti | Aksel Larsen             | 141.094                                  | 6,8%                                     | 9                                        | -9                                       |                                          |
| E     | Danmarks Retsforbund         | Oluf Pedersen            | 94.570                                   | 4,5%                                     | 6                                        | +3                                       |                                          |
| R     | Dansk Samling                | Kristen Juul Christensen | 24.724                                   | 1,2%                                     | 0                                        | -4                                       |                                          |
|       | Udenfor Partierne            |                          | 11.239                                   | 0,5%                                     | 0                                        | -                                        |                                          |
|       | Valgdeltagelse               | Valgdeltagelse           | 85,8%                                    | 85,8%                                    | 85,8%                                    | 85,8%                                    | 85,8%                                    |
|       | Kilde                        | Kilde                    | Hvem Hvad Hvor 1948 Danmarkshistorien.dk | Hvem Hvad Hvor 1948 Danmarkshistorien.dk | Hvem Hvad Hvor 1948 Danmarkshistorien.dk | Hvem Hvad Hvor 1948 Danmarkshistorien.dk | Hvem Hvad Hvor 1948 Danmarkshistorien.dk |

(+/-) – Forskellen af antal pladser i Folketinget i forhold til fordelingen ved forrige valg.